# Tmarus okinawanus
Espèce
Tmarus okinawanus est une espèce d'araignées aranéomorphes de la famille des Thomisidae.

## Distribution
Cette espèce est endémique d'Okinawa dans l'archipel Nansei au Japon,.

## Description
Le mâle holotype mesure 4,25 mm et la femelle paratype 5,38 mm, les mâles mesurent de 4,13 à 4,44 mm et les femelles de 5,06 à 6,50 mm.

## Systématique et taxinomie
Cette espèce a été décrite par Tanikawa en 2024.

## Étymologie
Son nom d'espèce lui a été donné en référence au lieu de sa découverte, l'île Okinawa.

## Publication originale
- Tanikawa, 2024 : « A survey of Tmarus (Araneae: Thomisidae) from Central Ryukyu, Japan, with the description of a new species and the first description of the female of T. makiharai. » Acta Arachnologica, vol. 73, no 1, p. 5-8 (texte intégral).